# Grapsidae
Los grápsidos (Grapsidae) son una familia de cangrejos conocidos como cangrejos de pantano, cangrejos de tierra o cangrejos garra. No está confirmado que la familia forme un grupo monofilético y algunos taxones pueden pertenecer a otras familias. Se encuentran a lo largo de la costa entre las rocas, en los estuarios, pantanos , y en algunos casos derivan entre las algas y restos flotantes .

## Géneros
Un número de taxones, anteriormente tratados como subfamilias de la familia Grapsidae son ahora considerados familias, incluyendo Varunidae y Plagusiidae. Diez géneros permanecen en la familia, dos de ellos conocidos solamente como fósiles:
- Geograpsus Stimpson, 1858
- Goniopsis De Haan, 1833
- Grapsus Lamarck, 1801
- Leptograpsodes Montgomery, 1931
- Leptograpsus H. Milne Edwards, 1853
- Litograpsus † Schweitzer & Karasawa, 2004
- Metopograpsus H. Milne Edwards, 1853
- Miograpsus † Fleming, 1981
- Pachygrapsus Randall, 1840
- Planes Bowdich, 1825